# Does Humor Belong in Music?
Albums de Frank Zappa
Frank Zappa Meets the Mothers of Prevention
(1985) Jazz from Hell
(1986)
Does Humor Belong in Music? est un album enregistré en public de Frank Zappa sorti en 1986. Il s'agit d'enregistrements réalisés lors des concerts donnés durant la tournée 1984 (entre octobre et décembre), alors qu'un film du même nom et avec le même groupe, présente un concert complet joué le 26 août 1984 au Pier de New York. Ce concert filmé sort en 1985 (VHS) et en 2003 (DVD).

## Titres
Tous les titres ont été composés par Frank Zappa sauf mention contraire.
1. Zoot Allures – 5 min 26 s
2. Tinsel-Town Rebellion – 4 min 44 s
3. Trouble Every Day – 5 min 31 s
4. Penguin in Bondage – 6 min 45 s
5. Hot-Plate Heaven at the Green Hotel – 6 min 43 s
6. What's New in Baltimore – 4 min 48 s
7. Cock-Suckers' Ball (trad.) – 1 min 05 s
8. WPLJ – 1 min 31 s
9. Let's Move to Cleveland – 16 min 44 s
10. Whipping Post (Greg Allman) – 8 min 23 s

## Musiciens
- Frank Zappa – guitare, chant
- Ray White – guitare rythmique, chant
- Ike Willis – guitare rythmique, chant
- Bobby Martin – synthétiseur, saxophone, chant, cor
- Alan Zavod – synthétiseur
- Scott Thunes – basse
- Chad Wackerman – batterie
- Dweezil Zappa – guitare sur Whipping Post

## Production
- Production : Frank Zappa
- Ingénierie : Mark Pinske, Thom Ehle, Bob Stone
- Direction musicale : Frank Zappa
- Conception pochette : Mark Matsuno, Cal Schenkel (version 1995)
- Photos : Ebet Roberts